# 京都市西京極総合運動公園陸上競技場兼球技場
京都市西京極総合運動公園陸上競技場兼球技場（きょうとし にしきょうごくそうごううんどうこうえん りくじょうきょうぎじょう けん きゅうぎじょう）は、京都府京都市右京区の京都市西京極総合運動公園内にある陸上競技場兼球技場。命名権により「たけびしスタジアム京都」ともいう。

## 概要
施設は京都市が所有し、京都スポーツネットワーク（公益財団法人京都市スポーツ協会、近建ビル管理株式会社，美津濃株式会社による共同事業体）が指定管理者として運営管理を行っている。
京都市右京区に本社を置く商社のたけびしが命名権を取得し、（たけびしスタジアムきょうと）の呼称を用いている（後述）。

## 歴史
1942年（昭和17年）5月に設置された（西京極総合運動公園建設の第二期工事は1944年5月完成）。
1946年に第1回国民体育大会が開催。1988年の第43回国民体育大会の会場として使用されるのを機にナイター照明設備、電光掲示板が設置され、メインスタンドも改修された。1995年にバック・サイドスタンドの座席化と電光掲示板の大型化を行った。
2019年ラグビーワールドカップ（開催地からは落選）、並びに2027年に行われる生涯スポーツイベント・ワールドマスターズゲームズの開催に備えて、また、Jリーグクラブライセンス制度の適合審査を受けるため、老朽化した大型電光掲示板を2015年度に映像が取り込めるLEDタイプのものへ更新したほか、スタンドの屋根の拡張、トイレ・照明設備などの全面改修を、総工費の半額分を京都府からの助成を受けつつ、3年間をかけて実施した。

## 施設概要
- 日本陸上競技連盟第1種公認[2]
- トラック：400 m x 9レーン[2]
- 収容人員：20,688人[2]
- 照明設備：メインスタンド庇先投光器、照明塔6基[2]
- フルカラー大型ビジョン：メーン画面は縦8.6m、横17.6m、サブ画面は縦2m、横9.2m - 2016年2月に完成[8]。

## 施設命名権
2019年6月18日、京都市右京区に本社を置き、ファクトリーオートメーション機器や産業機械の設計・施工・販売などを手掛ける商社である株式会社たけびしが命名権を取得したと発表された。契約期間は10年間、年額4,000万円で、同年7月に正式に契約を締結。8月1日から「たけびしスタジアム京都」の呼称を用いている。

## 開催された主なイベント・大会

### 陸上競技
- 全国高等学校駅伝競走大会
- 皇后盃全国都道府県対抗女子駅伝競走大会
- 京都マラソン
- 第50回全国高等学校総合体育大会陸上競技大会（1997年）
- 第29回全日本中学校陸上競技選手権大会（2002年）
- 第91回日本学生陸上競技対校選手権大会（2022年）

### サッカー
- 天皇杯 JFA 全日本サッカー選手権大会
- 京都サンガF.C.のホームゲーム（2019年まで）
- FC大阪のホームゲーム（2023年から、東大阪市花園ラグビー場が使用できない週に使用）
- 日本フットボールリーグ（FC京都BAMB1993、SP京都FCなど）
- 関西学生サッカーリーグ公式戦
- 関西サッカーリーグ公式戦
- 国際Aマッチ：日本代表×コスタリカ代表 （1995年8月6日）

### ラグビー・アメフト
- ジャパンラグビートップリーグ、トップウェスト（トップリーグの2部組織の一つ）
- 関西大学ラグビーフットボールリーグ公式戦
- 関西学生アメリカンフットボール連盟主催のリーグ戦

### その他
- 第1回国民体育大会（1946年）
- 第43回国民体育大会（1988年）
- 平成9年度全国高等学校総合体育大会（1997年）
- ラクロス全日本大学選手権大会

## アクセス
- 阪急京都本線・西京極駅より徒歩5分[1]
- 京都市営バス 32・73・80系統で「西京極運動公園前」下車、徒歩5分[1]

## 公園内その他の施設
- 京都市西京極総合運動公園野球場
- 京都市西京極総合運動公園補助競技場
- 京都市体育館
- 京都アクアリーナ

ほか

## ギャラリー

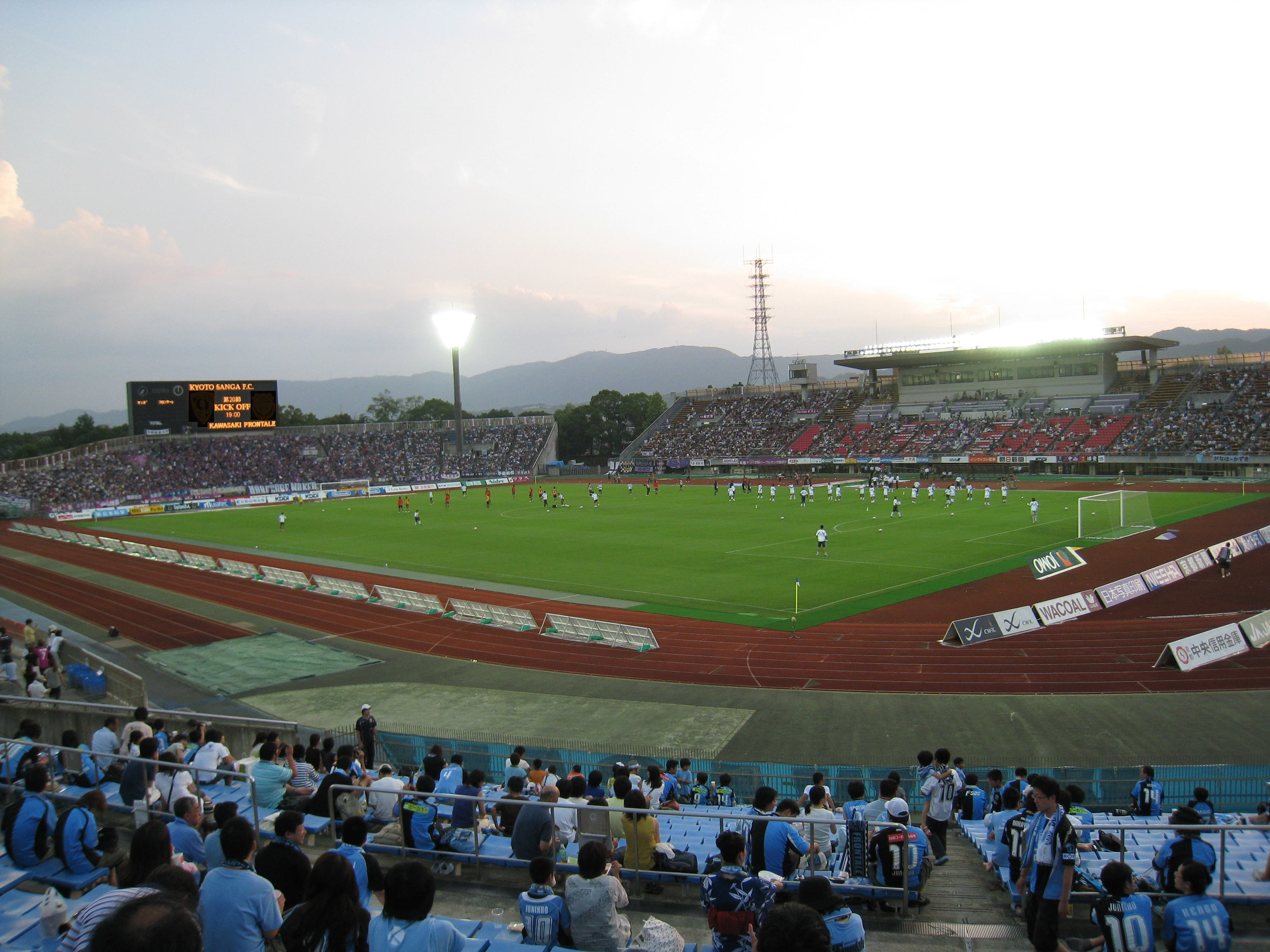
ナイトゲーム開催時の京都市西京極総合運動公園陸上競技場兼球技場
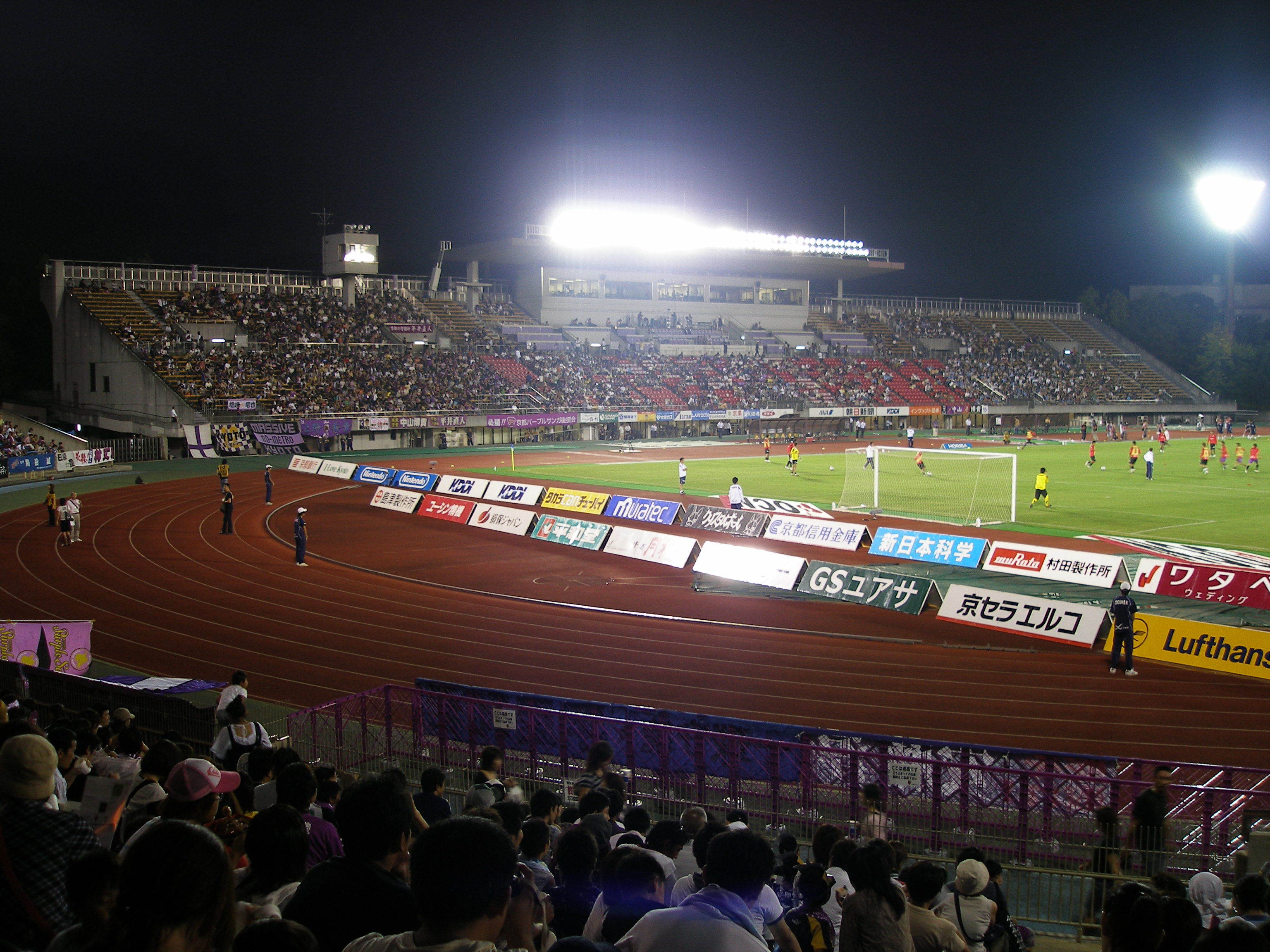
南スタンドよりメインスタンドを臨む
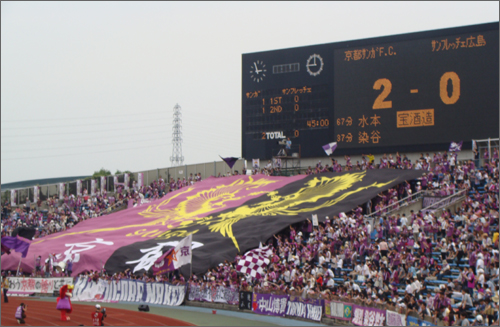
電光掲示板（2009年）
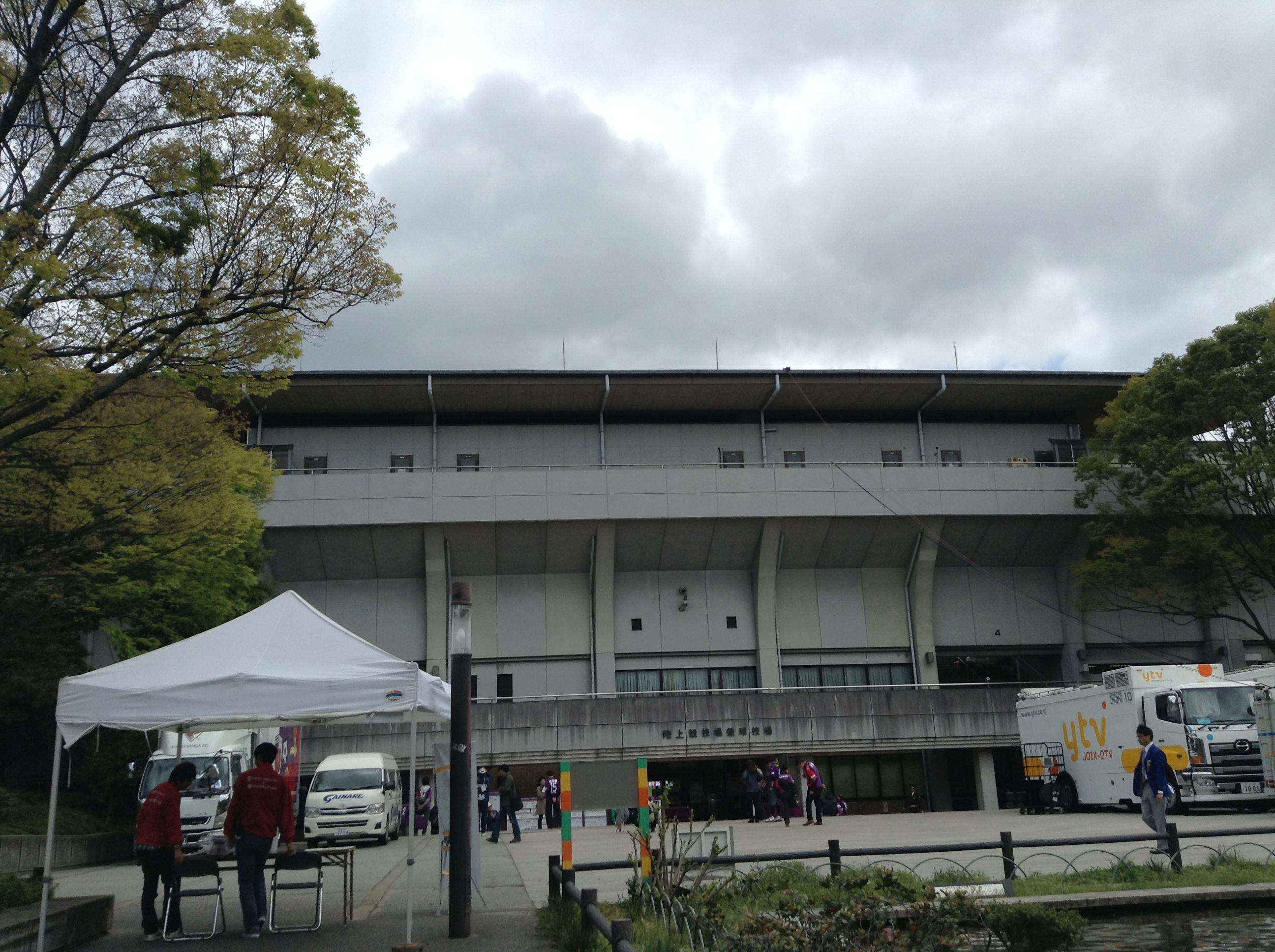
京都市西京極総合運動公園陸上競技場兼球技場の正面玄関